# Coptosapelta
Coptosapelta é um género botânico pertencente à família Rubiaceae.

## Espécies
- Coptosapelta beccarii
- Coptosapelta carrii
- Coptosapelta diffusa
- Coptosapelta flavescens
- Coptosapelta fuscescens
- Coptosapelta griffithii
- Coptosapelta hameliaeblasta
- Coptosapelta hammii
- Coptosapelta janowskii
- Coptosapelta laotica
- Coptosapelta lutescens
- Coptosapelta maluensis
- Coptosapelta montana
- Coptosapelta olaciformis
- Coptosapelta parviflora
- Coptosapelta tomentosa
- Coptosapelta valetonii

1. ↑  «Coptosapelta — World Flora Online». www.worldfloraonline.org. Consultado em 19 de agosto de 2020